# Margaux Fabre
Margaux Nicole Jeanne Aude Fabre (Perpiñán, 2 de octubre de 1992) es una deportista francesa que compite en natación y salvamento acuático.
Ganó una medalla de oro en el Campeonato Europeo de Natación de 2018, en la prueba de 4 × 100 m libre. Participó en dos Juegos Olímpicos de Verano, en los años 2016 y 2020, ocupando el sexto lugar en Tokio 2020, en la prueba de 4 × 200 m libre.
Además, en salvamento acuático consiguió cuatro medallas en los Juegos Mundiales, en los años 2013 y 2017.

## Palmarés internacional
| Campeonato Europeo | Campeonato Europeo    | Campeonato Europeo | Campeonato Europeo |
| Año                | Lugar                 | Medalla            | Prueba             |
| ------------------ | --------------------- | ------------------ | ------------------ |
| 2018               | Glasgow (Reino Unido) | Medalla de oro     | 4 × 100 m libre    |